# Grimmenstein (gmina)
Grimmenstein – gmina targowa w Austrii, w kraju związkowym Dolna Austria, w powiecie Neunkirchen. Według Austriackiego Urzędu Statystycznego liczyła 1 345 mieszkańców (1 stycznia 2014).